# منوچهر فرهنگ
منوچهر فرهنگ (۱۲۹۸ در بابل – ۵ بهمن ۱۳۸۸ در تهران) اقتصاددان ایرانی بود. او را پدر علم اقتصاد ایران می‌دانند.

## زندگی
فرهنگ تنها دو سال داشت که به دلیل شغل پدر از بابل به گرگان رفت و سال‌های قابل توجهی از عمرش را در این شهر گذراند. او پس از تحصیل دیپلم در ایران، از کشور فرانسه دکترای دولتی در اقتصاد دریافت کرد.
فرهنگ در سال ۱۳۴۴ در دانشکده حقوق و علوم سیاسی دانشگاه تهران استخدام شد و بعد از تشکیل دانشکده اقتصاد در آن دانشگاه مشغول تدریس شد و سپس به دانشگاه ملی آن زمان (شهید بهشتی فعلی) منتقل شد و زمانی ریاست دانشگاه ملی ایران را بر عهده گرفت.
او به یاری اقتصاددانان ایران در سال ۱۳۵۳ انجمن اقتصاد ایران را راه‌اندازی کرد و سال اول پیرنیا رئیس بود و سپس فرهنگ تا آخر عمر به عنوان رئیس انجمن انجام وظیفه کرد.

## نوشته‌ها  و پژوهش ها
وی کارهای مهمی در زمینه علم اقتصاد در ایران انجام داد که مهمترین آن تدوین کتاب «فرهنگ علوم اقتصادی» است که تاکنون بیش از ۲۵ بار به چاپ رسیده‌است. علاوه بر آن، ۲۰ جلد کتاب نوشته یا ترجمه کرده که مهمترین آن کتاب برنامه‌گذاری اقتصاد ایران، زندگی اقتصادی ایران و ترجمه کتاب تئوری عمومی بهره و پول جان مینارد کینز در سال ۱۳۴۹ بوده‌است.
نخستین کتاب دكتر منوچهر فرهنگ «برنامه گذاري اقتصادي» بود.
وي در باره‌ی انگیزه‌ی نوشتن این كتاب گفته‌است:
"چون من «برنامه ريزي» اقتصادي را مغاير با تعبير علمي اش مي دانستم. «برنامه گذاري» يعني تهيه و تدوين برنامه‌هاي علمي اقتصادي.
دراين نوع «برنامه گذاري» ريخت و پاش جايي ندارد در حالي كه در «برنامه ريزي» چنان كه از نامش پيداست در اسمش ريخت و پاش وجود دارد. اين اولين كتاب من بود كه در دانشگاه هم تدريس شد. بعدها شاگردان من كه به آمريكا رفته بودند گفته بودند كه نظير اين كتاب در آمريكا هم پيدا نمي شود.بنابراين بنده جزو اولين كساني بودم كه راجع به «برنامه گذاري» اقتصادي در ايران كتاب نوشتم. اين كتاب تاليف خودم بود."  

## زندگی خاانواده‌گی
فرهنگ دارای ۴ فرزند دختر بود. اودر سال ۸۸ از طرف صداوسیما به عنوان چهره برتر اقتصاد در همایش اقتصاد و رسانه معرفی و تقدیر شد.
فرهنگ با وجود  سالمندی، همواره در سخنرانی‌های علمی ماهانه انجمن اقتصاد ایران در روزهای آخرین پنج شنبه هر ماه مشارکت فعال داشت و پس از سخنرانی استادان به جمع‌بندی و ارائه نظر علمی پیرامون سخنرانی می‌پرداخت.